# Sason maculatum
Espèce
Synonymes
- Chrysopelma maculata Roewer, 1963

Sason maculatum est une espèce d'araignées mygalomorphes de la famille des Barychelidae.

## Distribution
Cette espèce se rencontre aux Palaos, aux États fédérés de Micronésie et aux îles Mariannes du Nord,.

## Description
La carapace de la femelle décrite par Raven en 1986 mesure 3,78 mm de long sur 2,72 mm et l'abdomen 5,42 mm de long sur 3,58 mm.

## Publication originale
- Roewer, 1963 : Araneina: Orthognatha, Labidognatha. Insects Micronesia, vol. 3, no 4, p. 104-132 (texte intégral).